# Prhloun

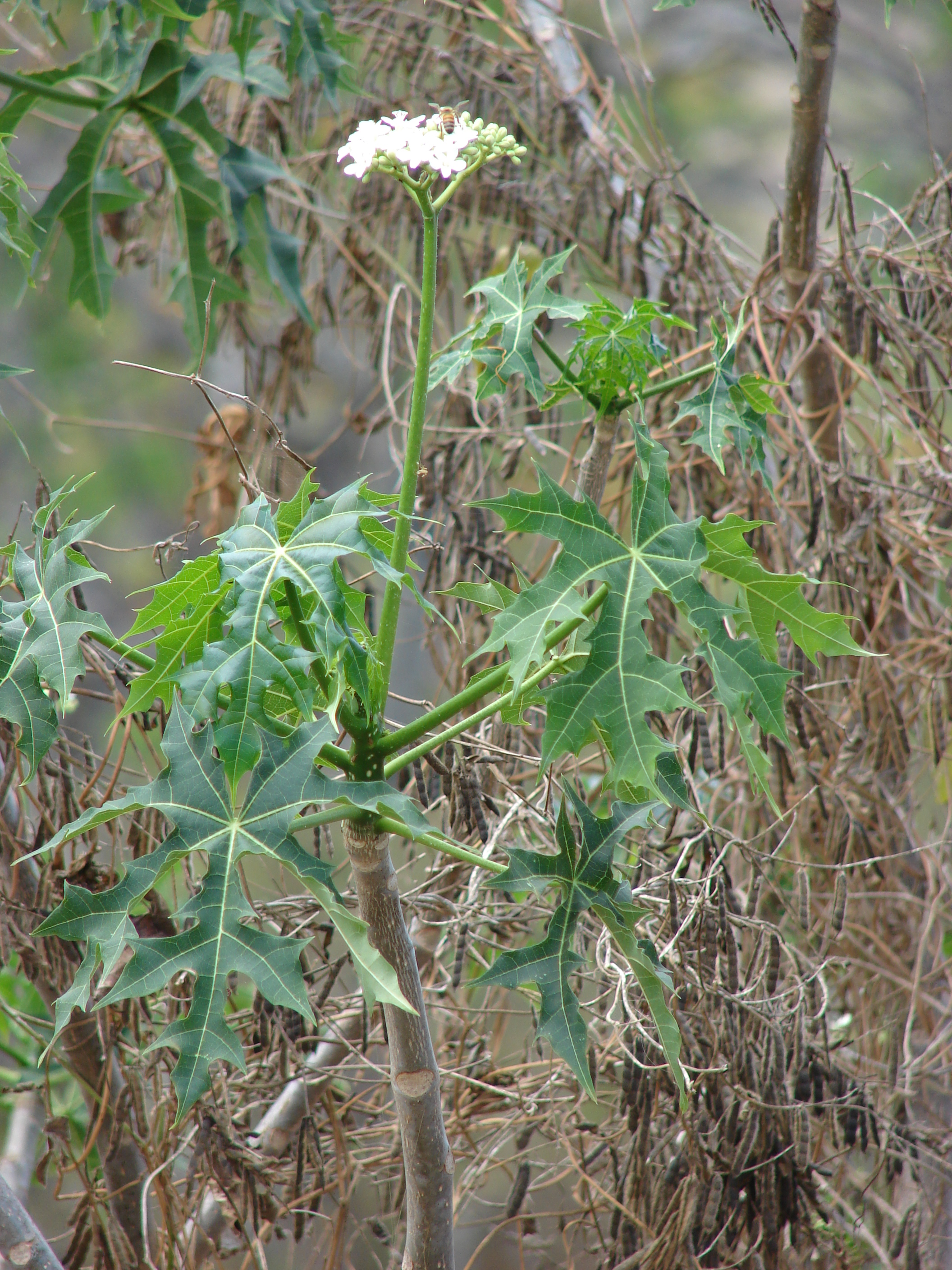
Cnidoscolus aconitifolius

Prhloun (Cnidoscolus) je rod rostlin z čeledi pryšcovité. Jsou to dřeviny i byliny s jednoduchými dlanitými listy a drobnými květy ve vrcholíkovitých květenstvím. Plodem je tobolka. Rod zahrnuje si 140 druhů a je rozšířen v Americe od jihu a jihovýchodu USA po Argentinu. Prhlouny jsou známé především svými žahavými chlupy, které jim vynesly lidové jméno "Mala mujer" (zlá žena). Listy některých druhů jsou po uvaření jedlé.

## Popis
Prhlouny jsou jednodomé vytrvalé byliny, keře a stromy obsahující mléčný latex. Odění je tvořeno nevětvenými žahavými trichomy. Listy jsou střídavé, opadavé nebo vytrvalé, řapíkaté, s dlanitou žilnatinou a zpravidla s dlanitě laločnatou, celokrajnou nebo na okraji zubatou čepelí. Palisty jsou vytrvalé, na vrcholu se žlázkami.
Květy jsou jednopohlavné, bílé, nažloutlé, zelenavé nebo purpurové, uspořádané ve vrcholových, vidlanovitých vrcholících. Okvětí je složeno z 5 volných nebo do poloviny srostlých kališních lístků, koruna chybí. Samčí květy obsahují většinou 8 až 10 tyčinek. V samičích květech je semeník srostlý ze 3 plodolistů a nesoucí 3 na bázi srostlé čnělky.
Plodem je tobolka s vytrvalým středním sloupkem, obsahující vejcovitá semena s masíčkem.

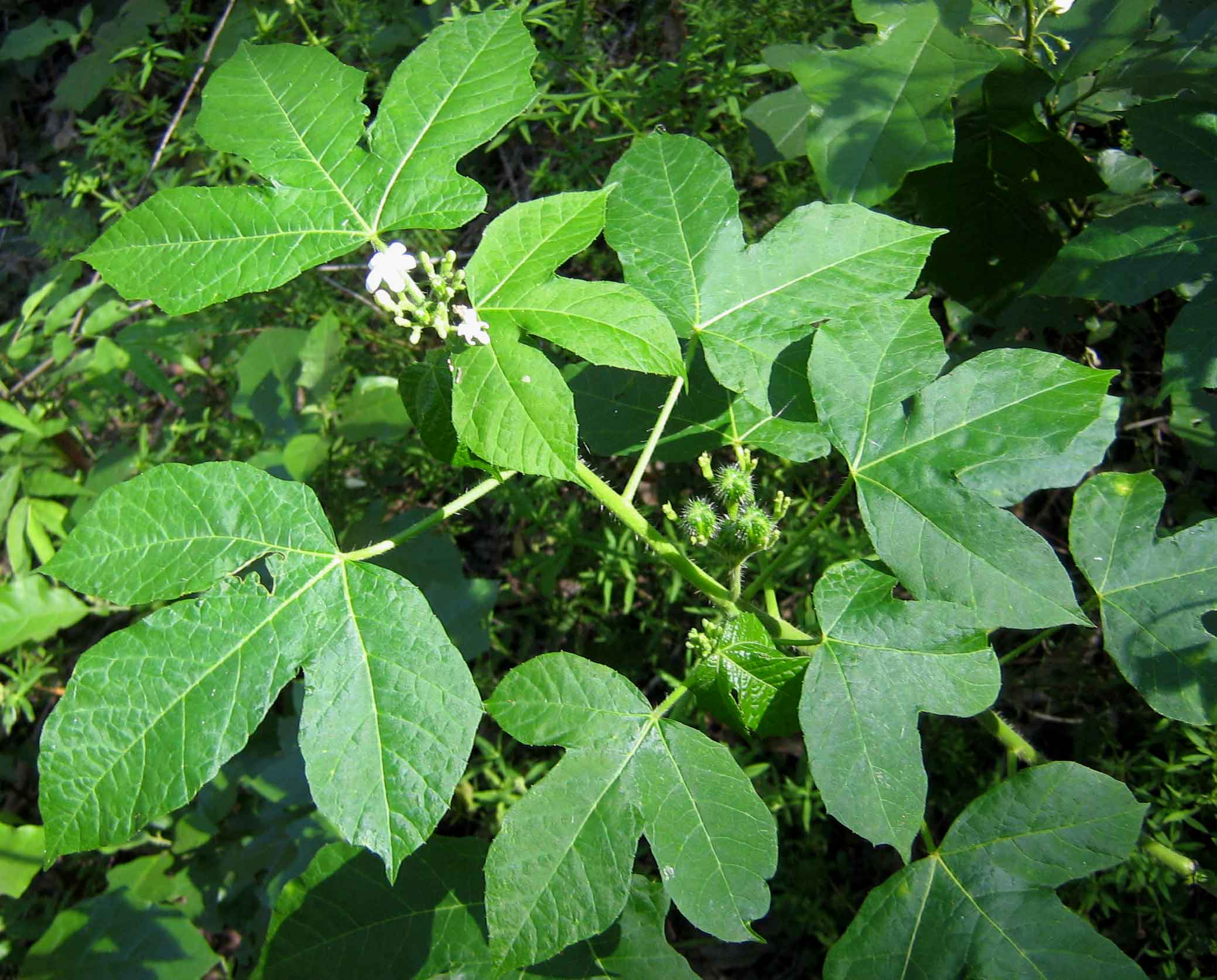
Cnidoscolus urens
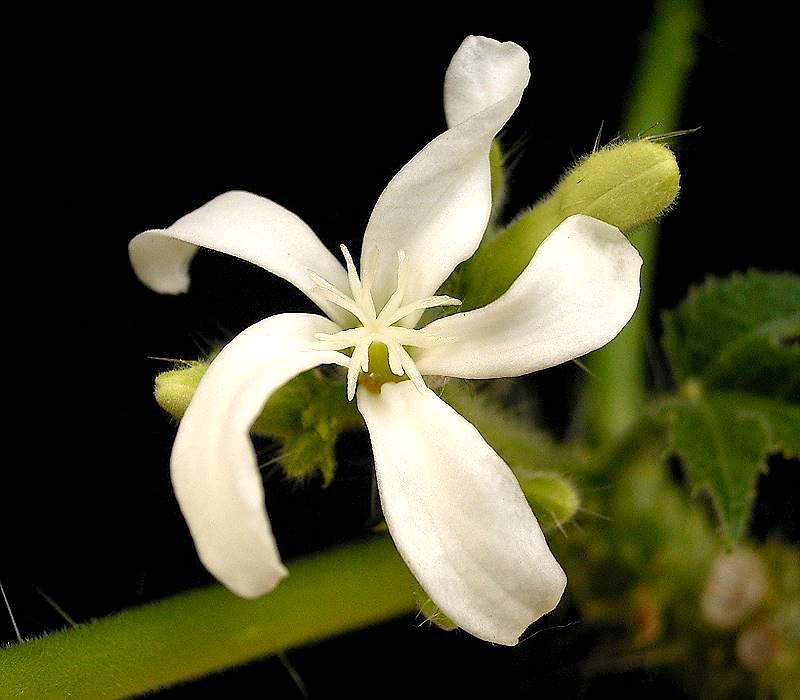
Detail květu Cnidoscolus urens
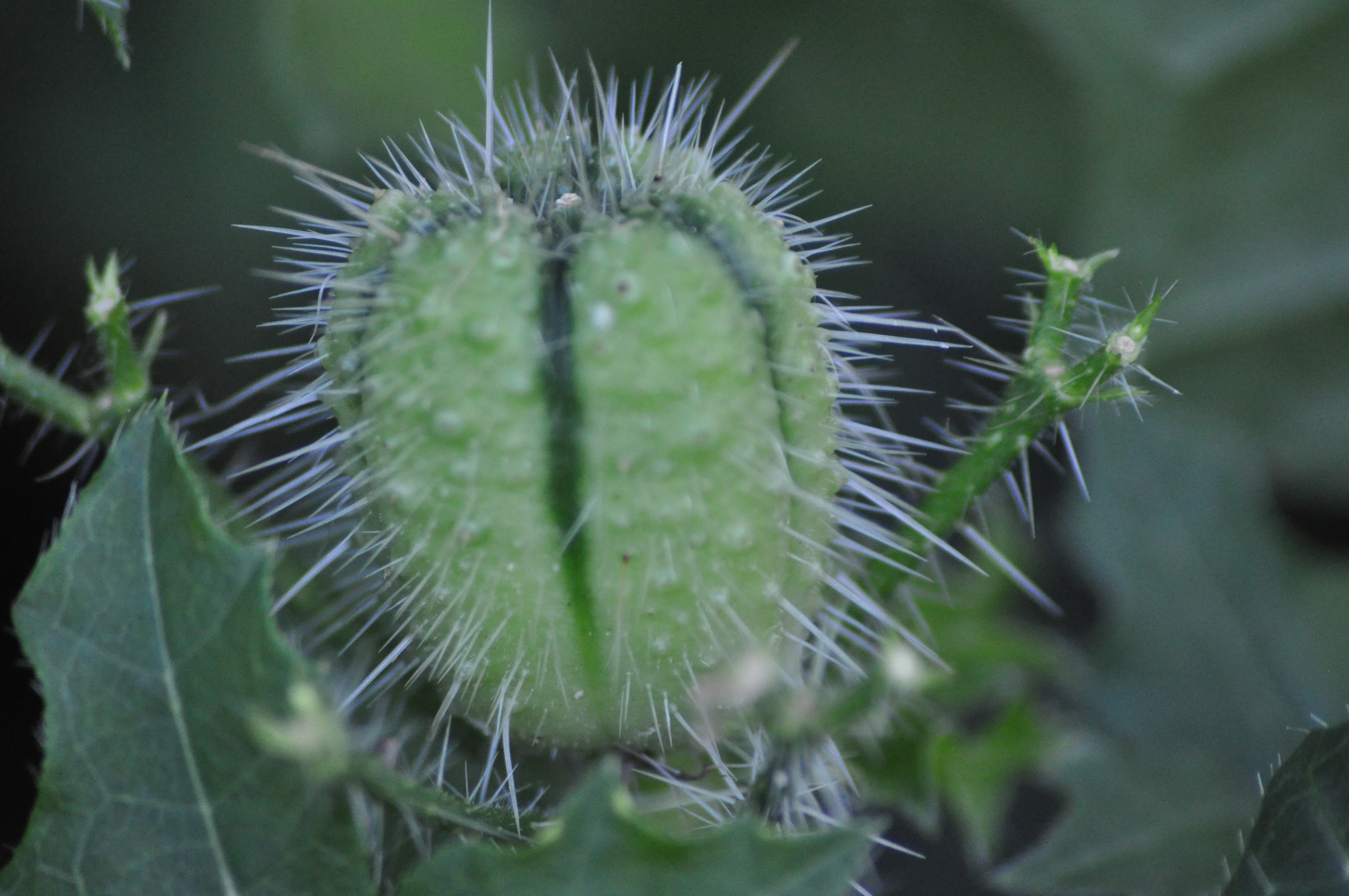
Plod Cnidoscolus texanus

## Rozšíření
Rod zahrnuje asi 95 druhů. Je rozšířen výhradně v Americe od jižních a jihovýchodních oblastí USA po severní Argentinu. Centrum druhové diverzity je v suchých oblastech Mexika a Brazílie. Z USA jsou uváděny 3 druhy, nejdále na sever zasahuje Cnidoscolus urens (do Kentucky a Virginie) a Cnidoscolus texanus (do Kansasu).

## Ekologické interakce

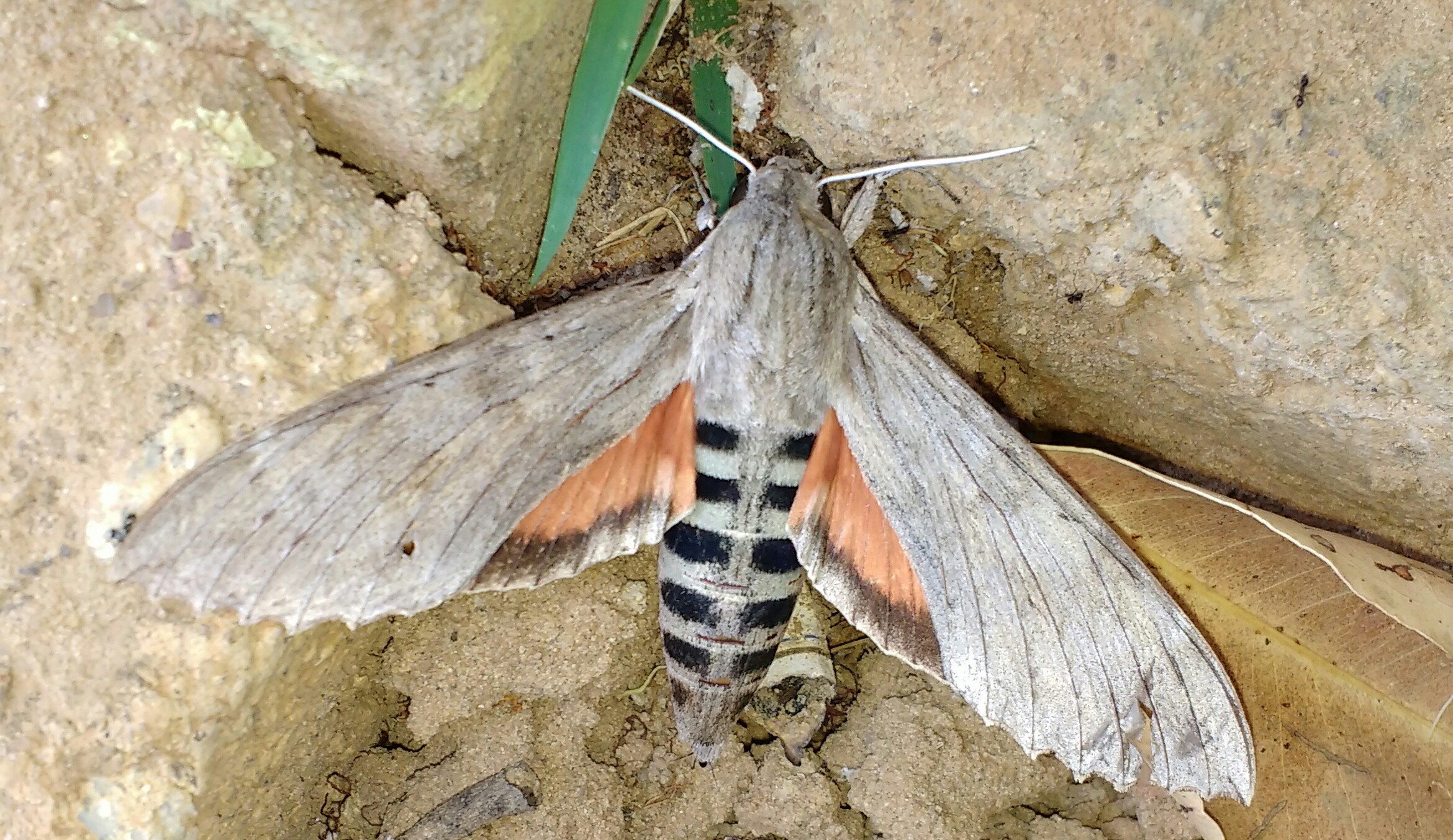
Lišaj Erinnyis ello

Květy jsou opylovány hmyzem. U severoamerického druhu Cnidoscolus texanus bylo zjištěno, že hlavními opylovači jsou lišaji Hyles lineata a Manduca quinquemaculata. V Severní Americe jsou prhlouny živnými rostlinami housenek lišaje Erinnyis ello.

## Obsahové látky a jedovatost

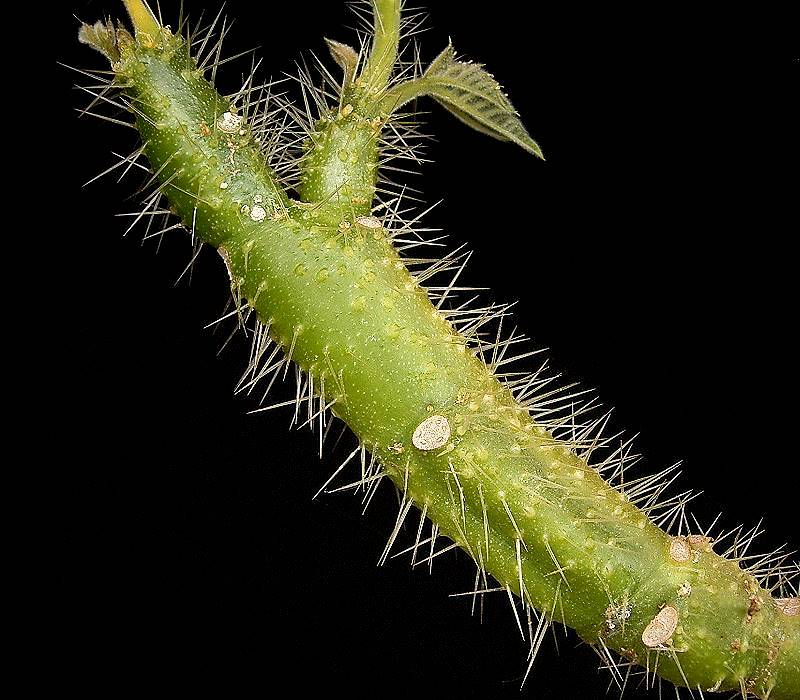
Detail žahavých chlupů na stonku Cnidoscolus urens

Prhlouny jsou známé především díky žahavým chlupům, které při kontaktu s pokožkou způsobují silné pálení, otoky a puchýře. Tato vlastnost vynesla prhlounům v Latinské Americe lidový název "Mala mujer" (zlá žena). Při analýze Cnidoscolus texanus byl jako jedna ze složek toxinu obsaženého v trichomech identifikován serotonin. Některé druhy (např. Cnidoscolus aconitifolius) obsahují kyanogenní glykosidy.
Žahavé chlupy prhlounů mají podobnou stavbu jako u kopřivy - jsou duté a na vrcholu mají odlomitelnou špičku.

## Taxonomie
Rod Cnidoscolus je v rámci čeledi Euphorbiaceae řazen do podčeledi Crotonoideae, kde společně s příbuzným rodem Manihot tvoří tribus Manihoteae. Rozdíl mezi oběma rody je zejména v přítomnosti žahavých chlupů u rodu Cnidoscolus.

## Význam
Druh Cnidoscolus chayamansa je ve Střední Americe a Karibiku vysazován do živých plotů. Listy jsou využívány jako zelenina. Před konzumací je nutno je uvařit, aby se odstranily toxiny a žahavé chlupy. Cnidoscolus aconitifolius, známý v Latinské Americe jako "stromový špenát", je po uvaření využíván jako antidiabetikum. S některými druhy se lze celkem zřídka setkat ve sklenících českých botanických zahrad.